# Jean Labellie
Jean Louis Robert Labellie, dit Jean Labellie, né le 18 juin 1920 à Saint-Mamet-la-Salvetat (Cantal) et mort le 29 novembre 2021 à Eus (Pyrénées-Orientales), est un peintre paysagiste abstrait français.

## Biographie
Après des études secondaires au lycée Émile-Duclaux d'Aurillac où son professeur de dessin, Monsieur Delaris, l'inscrit par dérogation aux cours de dessin de la ville d'Aurillac, Jean Labellie est élève de François Desnoyer à l'École nationale supérieure des arts décoratifs de Paris, cela grâce à la convaincante intervention auprès de ses parents instituteurs du médecin, homme de lettres, amateur d'art et découvreur de jeunes talents, Henri Mondor.
En 1942, se dérobant à une convocation militaire, Jean Labellie quitte Paris, franchit clandestinement la Ligne de démarcation et rejoint le maquis dans le sud du Cantal jusqu'en 1945. « J'y vis caché dans les bois, aussi mes tableaux du Pays vert, qui naîtront de mes dessins d'alors, proviennent-ils du vécu » évoquera-t-il plus tard dans une allocution au musée d'Aurillac. La fin de la Seconde Guerre mondiale signifie son retour à la peinture, son retour à Paris, mais aussi son retour dans son pays natal : s'intéressant déjà à la tapisserie d'art, il est l'initiateur d'une exposition Jean Lurçat à Aurillac dès 1945.

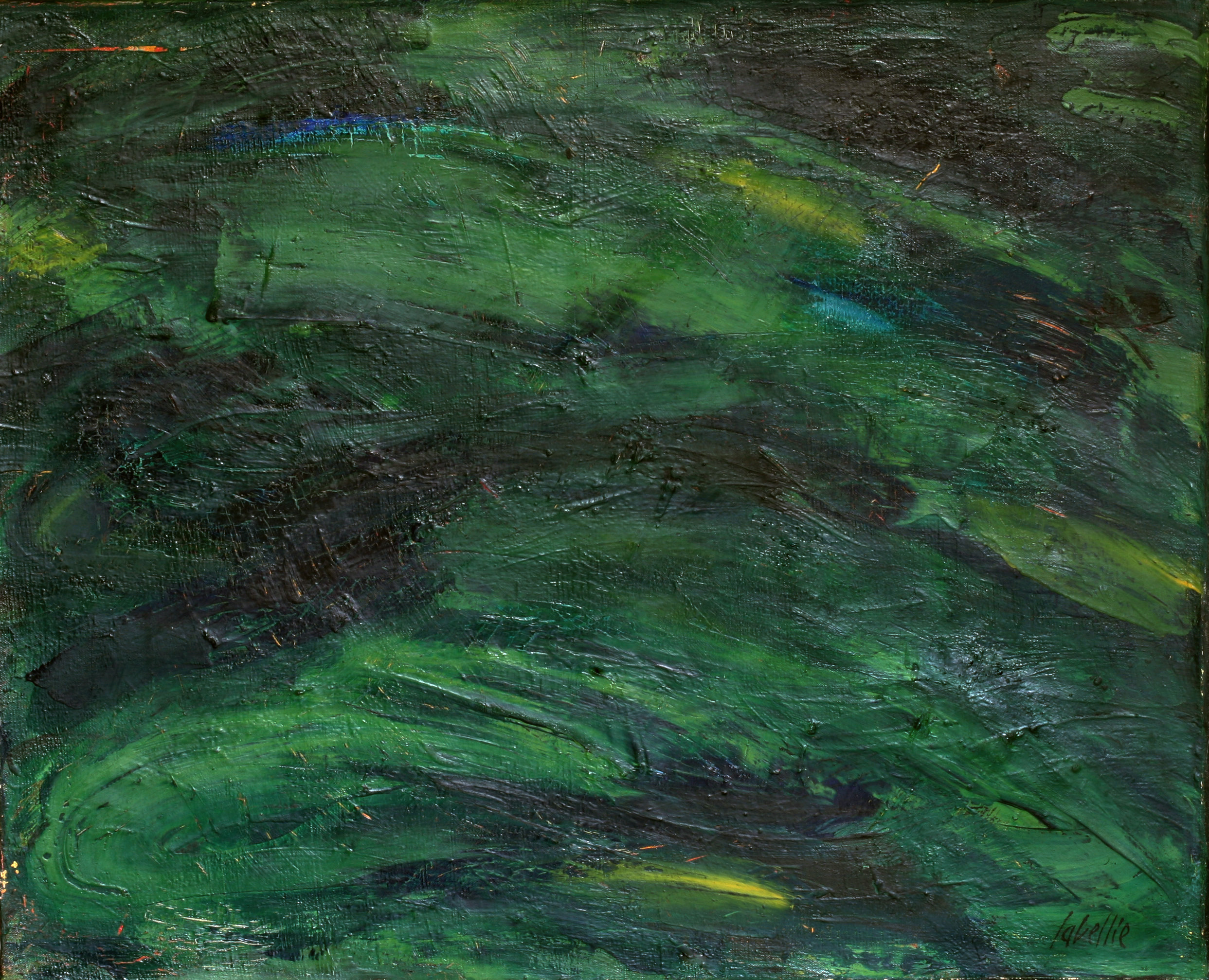
Jean Labellie, Le Bois Lisette, huile sur toile,.

Après son succès au concours de professorat de dessin de la ville de Paris, Jean Labellie donne des cours de dessin dans des établissements de la région parisienne. Au musée du Louvre, il copie Gustave Courbet, Jean Siméon Chardin et les primitifs italiens. Ses premiers tableaux sont des portraits (Autoportrait, Monsieur Thion, grand-père de l'artiste, Portrait du philosophe Jean-François Lyotard) et des paysages réalistes des Buttes-Chaumont (où il réside alors) et du bassin de la Villette. Des voyages en Espagne, Italie et Hollande l'amènent de même tant à l'étude des maîtres (Zurbaran, El Greco, Rembrandt, Vittore Carpaccio, Goya, Hercules Seghers) qu'à des toiles (Le Port d'Amsterdam peint en 1954, La Mer du Nord, La Corrida, Venise, La Spezia) où déjà « l'art de suggestions se substitue à l'art de représentations ». C'est Yves Alix qui l'introduit dans le cercle des peintres parisiens où sa découverte de la peinture gestuelle, liée à l'amitié de Gustave Singier, mais aussi à la fréquentation d'Alfred Manessier, Hans Hartung, Edouard Pignon, Zoran Mušič et Mario Prassinos, le mènera définitivement à l'abstraction.
En 1964, Jean Labellie aborde sa série intitulée Le Pays vert, suite de grandes toiles consacrées au Cantal où, énonce-t-il, c'est l'omniprésence du châtaignier qui imprègne son regard et lui inspire durablement de virulentes monochromies vertes dont la libre spontanéité, à l'instar de chez son ami Jean Messagier, n'est qu'apparente : celles-ci sont toutes situées (Paysage de Parlan, Le Chemin de ma mère, Selves, Paysage de la Châtaigneraie, Le Bois Lisette) pour signifier que c'est un regard attentif porté sur la nature qui les inspire. « Je ne peins pas le paysage, mais je suis tributaire de son empreinte » dit Jean Labellie. Dans ce même temps, l'artiste visite le Maroc, l'Espagne et Israël, voyages dont les notes et études seront inspiratrices de séries de gouaches et de cartons de tapisseries.
En 1970, Jean Labellie s'installe à Eus dans une ancienne étable où il fait du grenier son atelier, au pied du pic du Canigou, attiré là par la lumière et par le paysage. En même temps qu'il abandonne le châtaignier auvergnat pour l'olivier catalan, son regard change, sa palette se colore, son abstraction jusqu'alors lyrique se géométrise, le geste fougueux cède la place à une écriture, à une élaboration point, trait et cercle tout aussi personnelle (L'Olivier du matin, La Tramontane de l'olivier, L'Olivier de Marie). La relation formelle qu'il perçoit entre la feuille de l'olivier et le cercle conduit Jean Labellie à un nouveau langage, une nouvelle expression qu'il investit là encore tant dans la peinture que dans la tapisserie.
À partir de 1990, la peinture de Jean Labellie se minimalise : le cercle y est nettement cerné de noir, les couleurs y sont rares. L'époque est associée à son passage de l'inspiration végétale (le châtaignier et l'olivier) à l'inspiration minérale (la pierre des ruelles d'Eus, pentues et cheminant vers le ciel, ou encore les galets des rivières) et le cercle devient à lui seul sujet du tableau, sans aucune référence à la nature. « Chaque été, je monte à son atelier et il me montre des choses de plus en plus simples, claires, dorées et blanches, stratosphériques » peut ainsi témoigner l'écrivain Bernard Blanc, voisin et ami de l'artiste à Eus. Relevant alors que notre artiste prend également pour supports de grandes bâches flottantes et non plus uniquement des toiles tendues sur châssis, Bernard Blanc d'évoquer : « C'était superbe, jovial, puissant, cela ne représentait plus rien mais c'était la voix du ciel… Rechercher sur les toiles une construction, une couleur, une luminosité spécifique à chacune d'elles, c'était l'aboutissement de l'abstraction pure… Un retour à la source, au primitif, au primordial, à un monde apaisé, à l'alphabet de Dieu ».
Maurice Halimi écrit : « Jean Labellie a rejoint le sacré, l'omphalos initial, le nombril du monde, le zéro de la création ». Dans cette économie de moyens et cette palette limitée, on pense à Joan Miró que du reste, à l'instar d'Henri Matisse, l'artiste dit « admirer fabuleusement ». Comme ses deux grands aînés, Jean Labellie, dans sa magnifique jeunesse de caractère et d'esprit (Marie Costa ne parle pas de ses « années » mais de ses « printemps »), affirme au soir de sa vie s'être efforcé, en une vie faite d'efforts et de recherches pour enrichir le regard, d'inventer un autre monde qui n'appartient qu'à lui. Il meurt à Eus le 29 novembre 2021.

## Œuvre (périodes)
Peintures
- 1940-1950 : Les années d'apprentissage[Note 1].
- 1950-1960 : L'Abstraction poétique
- 1960-1970 : Pays vert
- À partir de 1970 : Les Oliviers
- À partir de 1985 : Figures
- À partir de 1995 : Carrers ou Les Chemins de Vie
- À partir de 2006 : Cosmogonies

Tapisseries
- De 1949 à 1986 : trente deux tapisseries d'Aubusson (Manufactures et ateliers Tabard, Legoueix, Bascoulergue et Picaud)

## Expositions

### Expositions personnelles
- Galerie Simone Heller, rue de Seine, Paris, 1960
- Le Pays vert, galerie Camille Renault, boulevard Haussmann, Paris, 1967
- La Poste Bonne Nouvelle, Paris, 1984
- Exposition dans le cadre du Festival du cinéma, Prades (Pyrénées-Orientales), 1984
- L'Appartelier, Paris, 1990
- Les Chemins de vie, Espace Clément Marot, Cahors, 1998
- Rétrospective Jean Labellie, Les Écuries, jardin des Carmes, Aurillac, 2001
- Itinéraires, palais des congrés, Perpignan, octobre 2001
- Le Kubus, Hanovre, 2004
- La Capelleta, Céret (Pyrénées Orientales), avril 2007
- À cent mètres du centre du monde, ville de Perpignan, 2008
- Une vie pour des cosmogonies, couvent des Minimes, Perpignan, 2010[13],[14].
- Rencontre avec Jean Labellie et ses œuvres, Centre d'art sacré contemporain de l'église du Rouget (avec conférence de Jean Labellie : Genèse et signification des œuvres de l'auteur : vitraux, chemin de croix et peinture), novembre 2010
- Jean Labellie, de 1940 à aujourd'hui, rétrospective, Maison intercommunale Cère et Rance-en-Châtaigneraie, Saint-Mamet-la-Salvetat, avril 2012[15].
- Peintures du temps jadis, tableaux de jeunesse de Jean Labellie, Le Rouget, août 2012[16].
- Exposition chez Jean Labellie à Eus dans le cadre des Journées du patrimoine, avec la participation de l'association « Les amis de Jean Labellie », septembre 2013[8]
- Association Acas-Bellie, Cérémonie d'inauguration du dispositif d'éclairage des vitraux de Jean Labellie, église Sainte-Thérèse, Le Rouget, samedi 1er mars 2014[17]
- Les Oliviers, Monastir del Camp, Passa (Pyrénées-Orientales), mai-juin 2014
- Chemins de Traverse, Salle Martin-Vivès (ancienne prison), Prades, novembre-décembre 2015[18],[19],[20]
- L'amour sacré, l'amour profane, Mas Riquier, Catllar, mai 2016
- Les oliviers, Coopérative de Vinça, juillet 2016
- Jean Labellie - Mes bouquets de jeunesse, Ancienne cordonnerie Lafon, Le Rouget, août 2016
- Labellie dans son village, atelier de l'artiste, Eus, août-septembre 2016
- Une année avec Jean Labellie - Cosmogonies, exposition-concert (Quatuor Jean-Pierre Mas), Hauts-fourneaux de Ria, Ria-Sirach, septembre 2016
- Une année avec Jean Labellie - Carrers, Taurinya, octobre 2016
- Carrers, Institut des arts du masque, Limoux, juillet-août 2018.
- Collections de Saint-Cyprien, octobre-décembre 2018 (Jean Labellie - L'être de l'essence)[21],[22], mars-mai 2022 (Jean Labellie - Croquis)[23].
- Jean Labellie - Cent ans de l'artiste, mairie du Rouget-Pers, juillet-août 2020[24].

### Expositions collectives
- Salon d'automne (sociétaire), Paris, à partir de 1946
- Salon des Moins de trente ans, Paris, à partir de 1947
- Salon de Mai, Paris, à partir de 1949
- Biennale de Menton, 1953
- Salon Comparaisons, Paris, à partir de 1960
- Les peintres du Salon de Mai, Tokyo, 1962
- Le portrait français au XXe siècle (les peintres du Salon de Mai), Düsseldorf, Bucarest, Berlin, 1963
- Exposition organisée à l'occasion des États généraux du désarmement, Cercle Volney, Paris, mai 1963
- L'exposition de peinture française (les peintres du Salon de Mai), Prague, Bucarest, Budapest, 1964
- Première Biennale de la Tapisserie de Menton (cartons réalisés par Jean Labellie pour la Tapisserie d'Aubusson), 1975
- Siège AGF, Paris, 1985
- Les Tet Tallers, Saint-Michel-de-Cuxa, 1990
- Espace Renault, Ria-Sirach, 1992
- Artz d'Eus - Croisée d'art, Eus, 2014
- Bouquets de jeunesse - Œuvres des années 1950 - Croisée d'art, Eus, juin 2015
- Itinéraires abstraits, musée d'art moderne André-Malraux, Le Havre, octobre 2023 - mars 2024[25]

## Réception critique
- « Chacune de ses toiles est un instantané de sa vie. Toutes témoignent des ruptures et des évolutions de sa recherche picturale qui ne s'attache pas à la représentation figurative ou matérielle de l'objet, elle entrevoit l'essence même de la nature modelée par une gestuelle abstraite, exaltée et poétique. Les résonances musicales sont présentes dans l'expression de sa peinture, elles figurent un sentiment d'élégance simple, celle de la joie de vivre aux accords mélodieux. » - Amandine Lapoussière[21]

## Collections publiques
- Aurillac, musée d'art et d'archéologie[26],[4].
- Musée de Cahors Henri-Martin.
- Le Havre, musée d'art moderne André-Malraux, La nuit du marinier, huile sur toile, 1953.
- Paris :
  - Mobilier national : tapisseries d'Aubusson.
  - Palais de l'Élysée, Nature morte aux mandarines, huile sur toile 65x81cm (dépôt du Centre national des arts plastiques)[27].
- Puteaux, Fonds national d'art contemporain, Canal et Amsterdam, gouache et encre 37,3x26,4cm[28].
- Ville du Rouget.
- Musée d'art moderne de Saint-Étienne.
- Ambassade de France à Berne, Suisse, Femme à la nature morte, huile sur toile 114x146cm, 1960 (dépôt du Centre national des arts plastiques)[29].
- Ambassade de France à Beyrouth, Liban, Jeune femme au bouquet, peinture 203x114cm, 1950 (dépôt du Centre national des arts plastiques)[30].
- Ambassade de France à Saint-Domingue, République dominicaine, Mai, tapisserie, 172x271cm.

## Distinctions et hommages
- Citoyen d'honneur de la ville du Rouget[31]. L'espace d'activités comprenant la médiathèque de la ville porte le nom d'espace Jean-Labellie[32],[33].

## Vitraux et Chemin de croix
- Le Rouget, église Sainte-Thérèse-de-l'Enfant-Jésus : vitraux, dont la grande verrière, 1962, dite La Sainte Face[34], peinture Les Oliviers, grande tapisserie du chœur, porte du tabernacle et Chemin de croix[35],[36]. Bernard Blanc a écrit un commentaire des quatorze stations du Chemin de croix du Rouget où il explique comment Jean Labellie « y a choisi de s'en tenir à un petit nombre de signes, assurant ainsi l'unité de l'ensemble dans un registre extrêmement dépouillé »[37].
- Cayrols (Cantal), église Sainte-Anne : vitraux L'Ancien et le Nouveau Testament, Le Point Création[38]
- Giou-de-Mamou (Cantal), église Saint-Bonnet : vitrail
- Roannes-Saint-Mary (Cantal), église : vitraux

### Filmographie
- L'Amour sacré, l'amour profane, film documentaire (41 min) réalisé par Emmanuel Ciepka, 1983[40]. Film présenté au festival de cinéma de Prades en 1983.
- Jean Labellie, vers l'Essentiel, moyen-métrage (27 min) réalisé par Paul Dufour, texte de Bernard Blanc, 2010[41].
- Jean Labellie - L'être et l'essence, court-métrage (6 min) réalisé par Giorgio Mengoni, textes de Joseph Piéron, Stéphanie Misme et Élise Jonchères, 2019 (visionner en ligne).
- Jean Labellie, artiste peintre en Pays catalan (9 min 40 sec), images et montage d'Alain Sabatier, 2022 (visionner en ligne).